# Kirillow-Haus

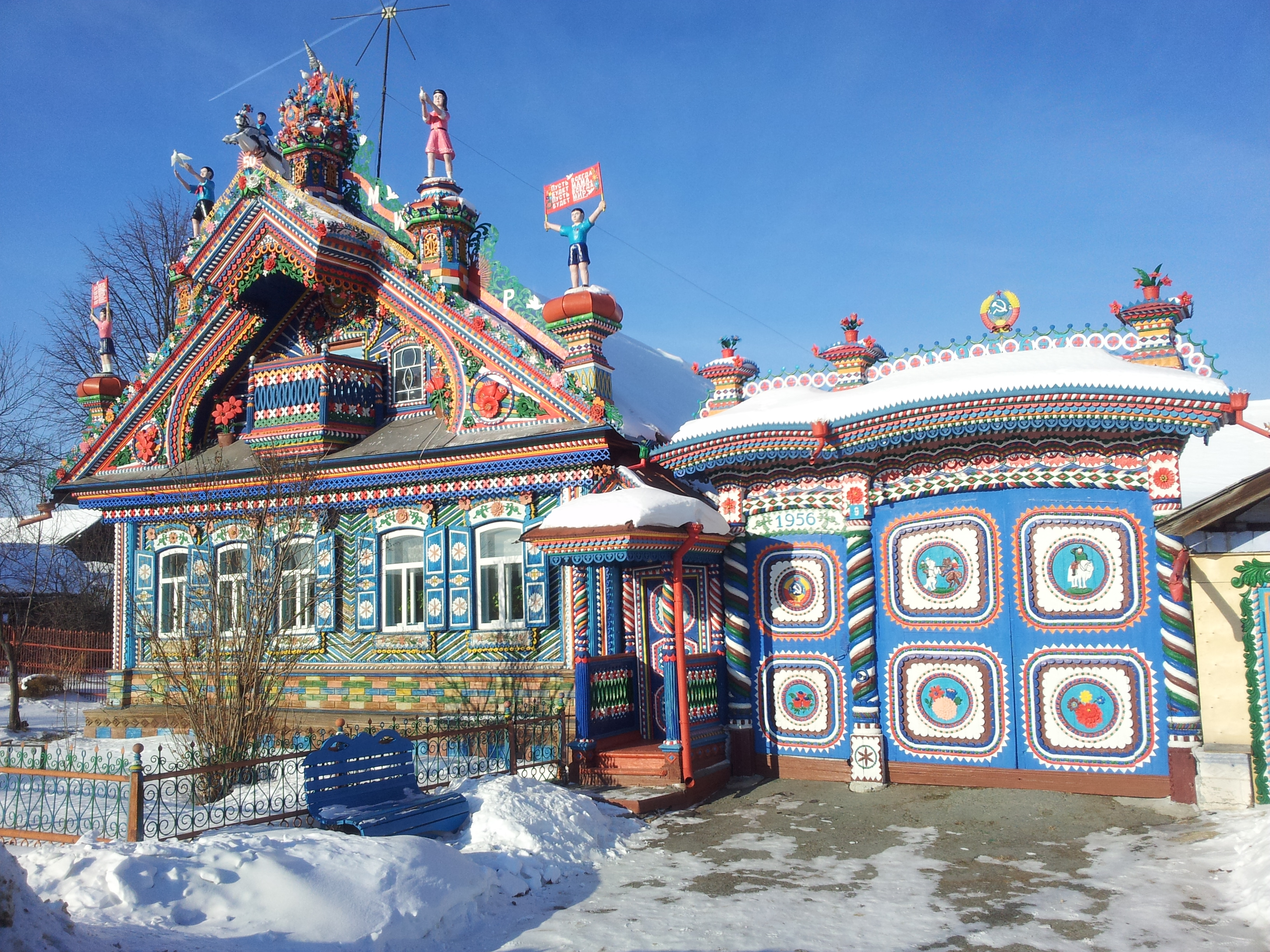
Kirillow-Haus im Februar 2015

Das Kirillow-Haus (auch Haus des Schmieds Kirillow, russisch Дом кузнеца Кириллова, Dom kusneza Kirillowa) ist ein selbstgebautes und reich verziertes Blockhaus im Stile der Naiven Kunst im kleinen Dorf Kunara in der Oblast Swerdlowsk. Es liegt 20 km östlich der Stadt Newjansk, etwa 100 km nördlich der Gebietshauptstadt Jekaterinburg.
Als der Schmied Sergej Iwanowitsch Kirillow das alte Blockhaus von seinem Vater erbte, befand es sich in schlechtem Zustand. Er sanierte das Haus, um darin mit seiner Familie zu leben, und verzierte es dabei mit verschiedenen Ornamenten, bunten Figuren, kindlichen und sowjetischen Symbolen aus Holz und Metall. Die Arbeiten dauerten von 1954 bis 1967. Zum 50-jährigen Jubiläum der Oktoberrevolution wurde das Haus fertiggestellt.
Am Giebel stehen verschiedene Aufschriften: am linken Giebelschenkel: „Fliegt Tauben, fliegt! Für euch gibt es nirgends Hindernisse.“ (Летите голуби, летите. Для вас нигде преграды нет.), links und rechts vom First: „Begonnen 1954, abgeschlossen 1967 am 50-jährigen Jubiläum der Großen Oktoberrevolution“ (Работа начата в 1954 г и закончена в 1967 г в канун 50 летия Великой Октябрьской социалист. революций). Zwei Figuren halten jeweils ein Banner, auf denen der Text des russischen Friedensliedes Pust wsegda budet solnze steht. Außerdem erscheint auf beiden Seiten des Giebels in großen weißen Buchstaben das russische Wort „мир“ – auf Deutsch: Frieden und Welt.
Das Haus wurde 1999 zum schönsten selbstgebauten Holzhaus Russlands gewählt. Heute wohnt in dem Haus noch die Witwe des Erbauers. (Stand: Februar 2014)
Koordinaten: 57° 23′ 46,2″ N, 60° 27′ 34,2″ O